# Mafioso (film, 1962)
Mafioso är en italiensk dramafilm från 1962 av Alberto Lattuada, löst baserad på verkliga händelser sammanfattade i ett synopsis av den sicilianske konstnären Bruno Caruso som var personlig bekant till den man på vars livsöde filmen bygger. Filmen handlar om en tjänsteman som lever ett helt lagligt och normalt familjeliv med ordnade förhållanden men på grund av sin bakgrund inte förmår vägra att utföra den tjänst som den sicilianska maffian oväntat ber honom om, nämligen ett mord.

## Om filmen
Filmen tillhör den period i Lattuadas filmskapande då han upphört med sina tydliga moraliska ställningstaganden och i stället bara berättar en historia, i detta fall om en man som känner sig tvingad att välja mellan två onda ting. Lattuada tar inte tydligt ställning till om huvudpersonens val är rätt eller fel eller helt enkelt det enda möjliga med hänsyn till förutsättningarna. Det överlåter han till publiken att avgöra. Valet av italiensk films sympatiske publikfavorit Alberto Sordi till huvudrollen som en motvillig maffiamördare var ett medvetet tillspetsande av den inbyggda problematiken. Huvudpersonen har tydliga paralleller i de många tjänstemän som under andra världskriget, utan att vara övertygade nazister eller fascister, ändå verkställde totalitära regimers order. Bruno Carusos berättelse var inte helt okänd på Sicilien och i en del detaljer kom den senare att kritiseras av Leonardo Sciascia som i likhet med Caruso kände den person vars öde filmen handlar om.

## Handling i huvuddrag
Antonio "Nino" Badalamenti (Alberto Sordi) är en man i 40-årsåldern, anställd som tidsstudieman vid ett stort industriföretag i Milano. Han är ursprungligen från Sicilien där han inte har varit sedan han var 18 år. Han bestämmer sig en dag för att åka till sin hemstad Calamo på semester med Marta (Norma Bengell), sin norditalienska fru sedan 12 år, och deras två döttrar som ännu inte är i skolåldern. En av cheferna på företaget, dr. Zanchi från New Jersey med rötter i Badalamentis hemtrakter, ger honom då ett paket att överlämnas personligen som en gåva från vänner i USA till en viktig person i Calamo, don Vincenzo (Ugo Attanasio).
Nino och hans familj anländer till hans hemstad på Sicilien och vistelsen där medför många kulturkrockar mellan hans fru och Ninos familj som inte är vana vid moderna och blonda kvinnor från norra Italien som äter för lite och dessutom röker. Familjen är något reserverad mot Marta men hon vinner slutligen svärmors hjärta genom att vaxa bort Ninos systers (Gabriella Conti) pinsamma mustasch.
Nino överlämnar presenten från USA till don Vincenzo som minns honom från hans ungdom och diskuterar hans användbarhet med sin närmaste man don Liborio (Carmelo Oliviero). Don Vincenzo löser därefter ett problem som Ninos far har haft gällande en markaffär och så småningom kommer en begäran om en gentjänst, att Nino ska ut på en ”jakttur” med några gamla kamrater. Det visar sig att jaktbytet är en människa, en mafioso i USA, som ska röjas ur vägen. Nino är efter två årtionden i Milano helt ute ur det kriminella spelet där han emellertid har ett förflutet som tonårig ”picciotto”, den lägsta rangen i maffian. Han avbröt den karriären som 18-åring och valde det lagliga livet men han gjorde inte bort sig på något sätt och ses av Calamos mafiosi fortfarande som en ”respektabel man”. Hans långa frånvaro från kriminell verksamhet gör att han inte är känd av polisen någonstans och därmed väldigt användbar. Dessutom är han en utomordentligt skicklig pistolskytt vilket inte gör saken sämre.
Nino får anbudet och hittar inget sätt att tacka nej, särskilt inte efter att don Vincenzo har löst faderns problem. Han berättar för frun att han ska ut på jakt och blir borta ett par dagar. Han transporteras därefter till flygplatsen i Palermo där han placeras i en stor trälåda som i sin tur placeras i fraktutrymmet på ett flygplan. När lådan bryts upp och Nino kan kliva ut är han i New York. Hans nya ”vänner” av vilka ett par pratar italienska med kraftig amerikansk brytning visar honom några privata smalfilmer och ber honom att särskilt observera en medelålders man och lägga hans ansikte på minnet. Därefter tar de ut honom på en biltur och visar honom en barberarsalong där han kommer att se ansiktet igen. Nino får en revolver och promenerar till barberaren. Han kliver in och identifierar målet sittande i en av stolarna. Nino skjuter mannen på nära håll med tre skott och går sedan ut efter utfört uppdrag. Han packas ner i trälådan igen och flygs tillbaka till Sicilien på samma sätt som han kom. Han släpps sedan ut ur en bil vid faderns hus och får ett förberett jaktbyte att ha med sig hem som bevis på att han verkligen varit ute och jagat. Semestern är slut och han reser hem till Milano och fortsätter arbeta som tidsstudieman på den stora fabriken som om inget särskilt har hänt.

## Mottagandet
Eftersom filmens producent och regissör hävdade att den baserades på verkliga händelser uppstod en diskussion som kom att handla om hur sann skildringen var och vem verklighetens Nino Badalamenti var. Leonardo Sciascia kritiserade filmen för att den gav intrycket att alla på Sicilien antingen var med i maffian eller i beroendeställning till den på något sätt. Lattuada mötte den kritiken genom att berätta att han haft ett möte med den lokala maffian i Belmonte Mezzagno där filmen spelades in och läst upp synopsis för dem, eftersom det i praktiken inte hade gått att spela in filmen där annars. Lattuada hävdade också att han i sin privata konstsamling hade ett porträtt av verklighetens Nino Badalamenti, målat av Caruso.
Filmen belönades med två Nastro d'argento 1963, en för bästa huvudroll (Sordi) och en för bästa berättelse (Caruso). Den fick dessutom samma år pris som bästa film på Filmfestivalen i San Sebastián.